# Ebenweiler See (Naturschutzgebiet)
Der Ebenweiler See ist ein mit Verordnung vom 22. Januar 1991 vom Regierungspräsidium Tübingen ausgewiesenes Naturschutzgebiet im Landkreis Ravensburg in Baden-Württemberg.

## Lage und Beschreibung
Das 115 Hektar große Naturschutzgebiet Ebenweiler See gehört zum Naturraum Oberschwäbisches Hügelland. Es liegt westlich von Ebenweiler.
Das Gebiet mit dem Ebenweiler See erstreckt sich westlich des Kernortes Ebenweiler und östlich des Guggenhausener Ortsteils Egg. Südöstlich verläuft die Landesstraße L 289.

## Schutzzweck
Wesentlicher Schutzzweck ist laut Schutzgebietsverordnung „die Erhaltung des Ebenweiler Sees, seiner charakteristischen Verlandungszonen sowie der sich daran anschließenden Ried‑ und Grünlandgebiete als Lebensraum einer besonders artenreichen Flora und Fauna, insbesondere jedoch mit einer hochrangigen ornithologischen Bedeutung. Weiterhin umfaßt der Schutzzweck die Erhaltung und Wiederherstellung des Gebiets als typisches Element der oberschwäbischen Kulturlandschaft mit bewirtschaftetem Weiher und herkömmlich extensiv genutzten Streu‑ und Feuchtwiesen.“

## Zusammenhängende Schutzgebiete
Das Gebiet wird umgeben vom Landschaftsschutzgebiet Altshausen-Fleischwangen-Königsegg und ist größtenteils Bestandteil des FFH-Gebiets Feuchtgebiete um Altshausen.